# Thomas Peters (1738)
Thomas Peters (?1738 - 25 de Junho de 1792) foi um líder negro anti-escravidão. É considerado o primeiro herói da pátria dos EUA afro-americano. Foi escravizado em 1760 por um navio da França chamado "Henri Quatre", em homenagem a Henrique IV da França. Seu nascimento foi calculado a partir da informação de que ele dizia ter 22 anos em sua captura.